# Sarita Pérez de Tagle
Sarita Pérez de Tagle (Manila, 29 de octubre de 1986) es una actriz de cine y televisión filipina que inició su carrera como miembro del exitoso grupo denominado Lote 11, un grupo de talentos organizado por el Centro de Talentos de la red ABS-CBN (actualmente conocido como Magic Star) en 2003. Además de esto también ha trabajado como modelo para diferentes artículos, entre ellos varias marcas de champú. 

## Biografía
Sarita Pérez de Tagle es la tercera de seis hijos de una familia filipina de ascendencia mestiza (española e indígena de la etnia de los kapampanganos). Es hija del actor Bernie Pérez, nieta de la cantante y actriz Sylvia La Torre, y bisnieta del director Olive La Torre y la artista Leonora Reyes. Es prima carnal de la actriz estadounidense Anna Maria Pérez de Tagle. Es sobrina lejana de la conocida personalidad filipina, pero radicada en España, Isabel Preysler, que fuera mujer del reconocido cantante español Julio Iglesias. Es decir, que es prima lejana de los cantantes españoles Enrique Iglesias, Julio Iglesias, Jr., de la periodista Chábeli Iglesias, así como de la medio-hermana de estos, Tamara Falcó.  
En el año 2005 se graduó en Psicología en Universidad de La Salle en Manila.
Sarita apareció en películas como Mi primer Romance, It Might Be You, en una de serie de televisión titulada "It Might Be You", difundida por ABS-CBN.

## Filmografía
- 2003. It Might Be You (TV Series)
- 2003. Muy first romance
- 2005. D' Anothers